# 화천민속박물관
화천민속박물관은 강원특별자치도 화천군에 있는 역사 박물관이다.

## 연혁
- 2006년 3월 28일 개관

## 관람 안내
- 개관시간: 09:00 ~ 17:00
- 휴관일: 매주 월요일, 1월 1일, 설날 및 추석당일, 법정공휴일 다음날
- 관람료: 무료